# Léon Teisserenc de Bort
Léon Philippe Teisserenc de Bort (París, Francia, 5 de noviembre de 1855 - Cannes, Francia, 2 de enero de 1913) fue un meteorólogo francés, pionero en el campo de las ciencias atmosféricas. Descubrió a la vez que Richard Assmann (1845-1918) la estratosfera, logro que ambos comunicaron de forma independiente en 1902. 
Teisserenc de Bort inició el uso de globos no tripulados equipados de instrumental científico, siendo el primero en identificar la región de la atmósfera situada entre los 8 y los 17 kilómetros de altura donde el gradiente de temperatura se hace cero, conocida actualmente como la tropopausa.

## Semblanza
Teisserenc de Bort era hijo de un ingeniero. Comenzó su carrera científica en 1880, cuando ingresó en la Agencia Central Meteorológica Nacional de Francia en París, a las órdenes de E. E. N. Mascart. En 1883, 1885 y 1887 viajó al Norte de África para estudiar la geología y el magnetismo terrestre de la región, y durante este periodo publicó algunos gráficos importantes de la distribución de la presión a una altura de 4000 metros. Entre 1892 y 1896, Teisserenc de Bort fue meteorólogo jefe de la Agencia.

## Trabajos con globos aerostáticos
Después de su dimisión de la Agencia en 1896,  estableció un observatorio meteorológico privado en Trappes (cerca de Versalles). Allí  llevó a cabo investigaciones sobre las nubes y sobre aspectos de la alta atmósfera. Realizó experimentos a grandes alturas con globos de hidrógeno instrumentados, siendo uno de los pioneros en utilizar estos dispositivos.
En 1898 publicó un importante artículo en Comptes Rendus, detallando sus trabajos sobre la constitución de la atmósfera utilizando globos. Observó que mientras que la temperatura del aire desciende rápidamente hasta aproximadamente 11 kilómetros de altura, por encima de esta altitud permanece constante (hasta los puntos más altos pudieron llegar sus globos). En otras palabras, descubrió una inversión térmica, o al menos, un lapso de temperatura cero por encima de esta altitud. Durante muchos años no supo si había descubierto un fenómeno físico cierto, o si sus medidas adolecían de algún sesgo sistemático (de hecho, las primeras medidas mostraron un sesgo de temperatura positivo al ser los instrumentos propensos a calentarse por efecto de la radiación solar directa). Por este motivo, llevó a cabo más de 200 pruebas con globos (muchas de ellas realizadas por la noche, para eliminar el efecto de la radiación solar), hasta que en 1902 sugirió que la atmósfera estaba dividida en dos capas.

## Troposfera y estratosfera
Durante los años siguientes, nombró las dos capas de la atmósfera conocidas como "troposfera" y  "estratosfera". Esta convención se ha mantenido desde entonces, con las capas de mayor altitud posteriormente descubiertas designadas con nombres del mismo tipo. Después de la muerte de Teisserenc de Bort en 1913, sus herederos donaron el observatorio al estado para que pudiesen continuarse sus tareas de investigación.

## Investigaciones adicionales
También llevó a cabo investigaciones en Suecia y sobre el Zuiderzee, el Mediterráneo y la región tropical del Atlántico, y equipó un barco especial para estudiar las corrientes por encima de los vientos alisios. Fue elegido miembro de la Royal Meteorological Society en 1903, miembro honorario en 1909, y recibió la Medalla de Oro Symons de la Sociedad en 1908. Colaboró con Hugo Hildebrandsson en Les bases de la météorologie dynamique (1907).

## Eponimia
- El cráter lunar Teisserenc lleva este nombre en su memoria.[4]
- El cráter marciano Teisserenc de Bort lleva este nombre en su memoria.[5]